# Hedwig Hornburg
Hedwig Hornburg (* 16. Februar 1885 in Braunschweig; † 31. Mai 1975 ebenda) war eine deutsche Malerin und Lehrerin.

## Leben

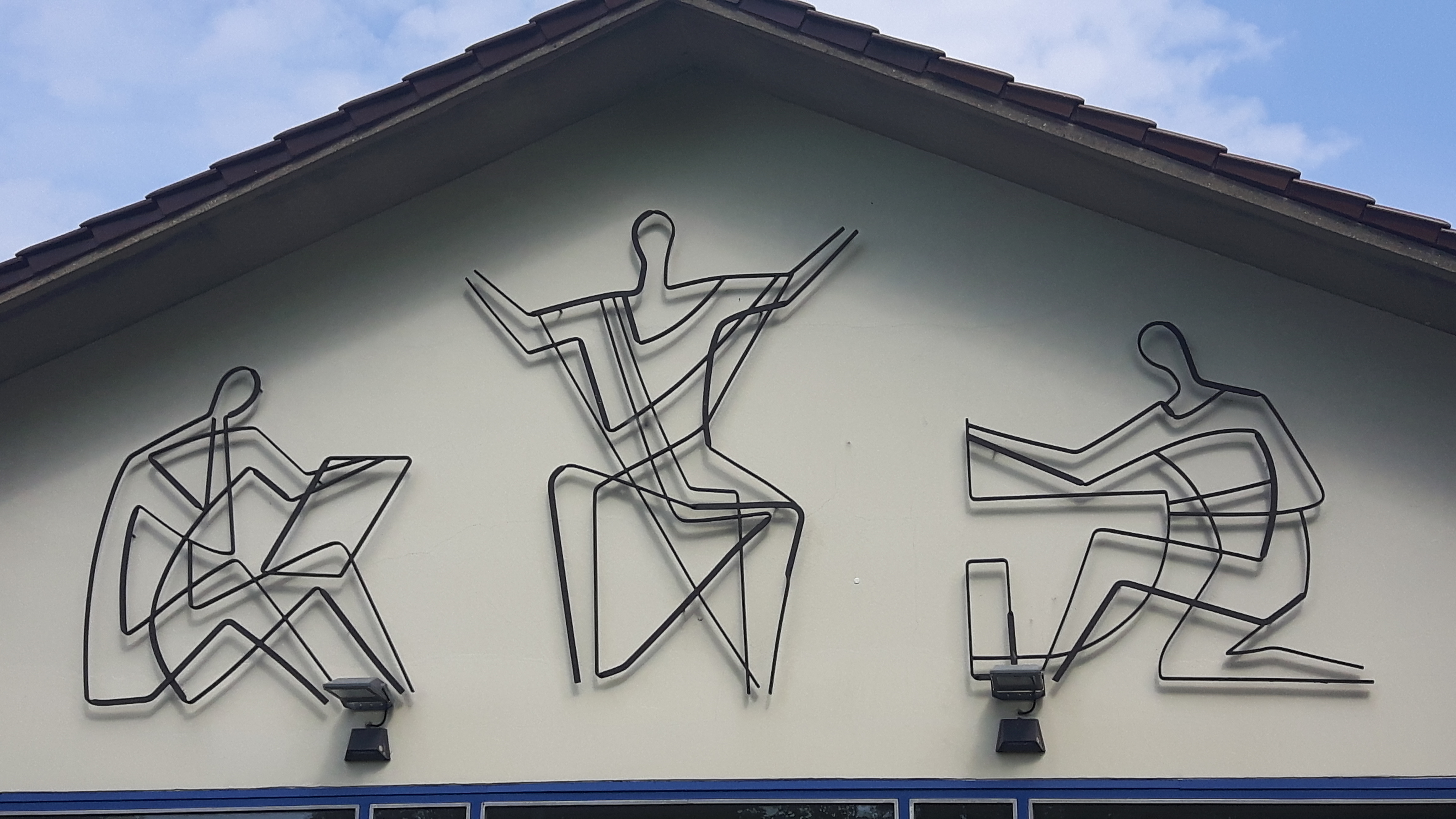
Eisenbandplastik am Haupteingang der Neuen Oberschule in Braunschweig

Hornburg studierte an der Städtischen Kunstgewerbeschule in Braunschweig. Sie wurde bei Johannes Leitzen und Hans Herse ausgebildet, bevor sie ein Studium in Magdeburg aufnahm, das sie 1910 als Zeichenlehrerin abschloss. Anschließend war sie Stipendiatin des Braunschweiger Kunstgewerbe-Vereins. Sie besuchte einen Malkurs von Hans Baluschek beim Verein der Berliner Künstlerinnen.
Von 1912 bis 1947 wirkte sie als Mal- und Zeichenlehrerin an der Braunschweiger Handwerker- und Kunstgewerbeschule, der späteren Hochschule für Bildende Künste.
Der Maler Alfred Faulbaum (1894–1931) ein Bildnis in Halbfigur (1929) und die Malerin Käthe Bewig fertigten Bildnisse in Öl von ihr (Porträt 1945).

## Werk

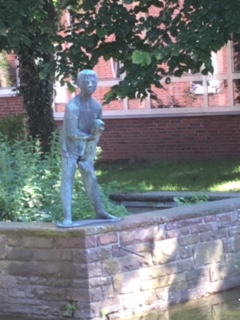
Brunnenfigur im Innenhof der Neuen Oberschule

Hornburg malte überwiegend in Aquarelltechnik. Ihre Motive entstammten der Welt des Bauens sowie der Industrie und Technik. Vor dem Zweiten Weltkrieg dokumentierte sie Stadtansichten von Braunschweig und nachher die Trümmerlandschaften. In der Zeit des Nationalsozialismus stellte sie bei der Braunschweiger Kunstausstellung 1943 zehn Aquarelle aus. Später widmete sie sich auch intensiv maritimen Motiven. Sie schuf aber auch Linolschnitte oder Plastiken wie z. B. Figuren für Spielplätze oder die Eisenbandplastik am Haupteingang der Neuen Oberschule (1958). Zahlreiche Werke befindet sich im Städtischen Museum Braunschweig.
Aquarelle
- Alt-Braunschweig
- Boote im kleinen Hafen
- Stiller Tag am Wasser
- Vor der Ausfahrt
- Alte Weiöe
- Abend am Teich
- Gelbe Tulpen

## Ausstellungen (Auswahl)
- 12. Dezember 1943 bis 22. Januar 1944: Braunschweiger Kunstausstellung im Herzog Anton Ulrich-Museum in Braunschweig
- 1959: Hedwig Hornburg – Zeichnungen, Aquarelle. Braunschweig vor und nach der Zerstörung Städtisches Museum Braunschweig
- 12. bis 30. September 1970: Sonderausstellung des Bunds Bildender Künstler im Altstadtrathaus Braunschweig[5]
- 2. September bis 15. Oktober 2019: Die Zerstörung der Stadt Braunschweig 1944 Städtisches Museum Braunschweig[6]